# Ocón
Ocón es un municipio español de la comunidad autónoma de La Rioja. Se sitúa en la Rioja Baja.

## Contexto
Se encuentra en el Valle de Ocón. Está compuesto por las localidades de La Villa, Pipaona, Aldealobos, Las Ruedas, Santa Lucía, Los Molinos y el despoblado de Oteruelo.

## Toponimia
El nombre del Valle, que ha de entenderse con verdadero sentido geográfico, está relacionado con la flora ya que OKO significa "racimo de cualquier planta", lo que nos puede hacer pensar en "racimo de poblaciones", al fin y al cabo el Valle está formado por 8 pequeños pueblos, dos de ellos abandonados hoy en día. En el año 934 en los documentos aparece con el nombre de OCONE y ya en 1074 con el nombre de OKÓN.

## Historia
El Valle de Ocón está situado en la Sierra de Hez y lo cierto es que aunque hay varios núcleos de población los habitantes no son muy numerosos, de hecho varían bastante dependiendo de las temporadas: en el verano bullicioso gracias a los veraneantes y descendientes del municipio contrasta con los fríos inviernos, cuando la población se encuentra más solitaria.
Los primeros pobladores que se conocieron en estas tierras, fueron los berones y sus fronteras naturales iban desde el río Tirón hasta el Leza, y desde el Ebro hasta las Sierras de Cebollera, Pineda y del Hayedo de Santiago.
Posteriormente el territorio se vio ocupado por los romanos y cuentan que fue Octavio César Augusto quien fundó Ocón dándole el nombre de Octaviola (donde actualmente se encuentra la Villa). Pero en las tablas de Ptolomeo se cita una antigua ciudad cántabra llamada Octabiolca; la realidad es que a través de la historia los distintos autores van a leer de forma diferente los textos donde aparece el nombre del enclave interpretando también de forma distinta la ubicación de la misma.
Un anónimo cronista en el siglo XVII redactaría un sencillo manuscrito dedicado a los Santos Mártires San Cosme y San Damián y explicaba que Ocón había sido fundado por Augusto y que era un lugar muy bien defendido y fortificado siendo su nombre primitivo Octabiola u Octabiolea y que por corrupciones filológicas muy difíciles de explicar se había llegado al nombre de Ocón. La realidad es que, desde siempre, fue un lugar muy bien defendido gracias fundamentalmente a su posición geográfica tan estratégica. Además la estructura escalonada del poblado con sus fuertes construcciones todavía reafirmaba más ese carácter defensivo. De lo que si tenemos testimonio directo es de la calzada romana que cruza Pipaona y Ventas Blancas hasta llegar al barrio logroñés de Varea. Esta calzada vendría de Numancia y el destino sería Francia a través de Estella, Pomaelo y el paso de Roncesvalles. Parece ser también que Leovigildo, tras la toma de Calahorra, dormiría en el castillo de la Villa de Ocón antes de su partida hacia Cantabria.
El cronista que escribió sobre San Cosme y San Damián también nos cuenta que allá por el 574 los moradores de la zona "escogieron un roble abierto por medio y al pie de él una zorra atada en una cadena con ademán de querer subir a él", para el cronista era un símbolo de fortaleza, constancia y sagacidad, si bien nosotros podemos ver en las figuras una representación de las actividades a las que se dedicaban los habitantes: las ocupaciones forestales y la caza. De Ocón que era la ciudad principal salieron algunos de sus moradores a establecerse en casas de campo, cortijos y barrios dando lugar con el tiempo a la gran cantidad de lugares que forman parte del Valle.
Entre 1004-1035 Ocón fue conquistada por Sancho el Grande de Navarra y García "el de Nájera" (su hijo), que al casarse con Estefanía Berenguer, en 1054, recibió en arras el Valle. Durante la minoría de edad de Alfonso VIII de Castilla, el rey de Navarra lucha por recuperar los territorios de La Rioja que habían sido arrebatados por Castilla. De octubre de 1162 a marzo del año siguiente los navarros ocuparon Logroño, Navarrete, Entrena, Pazuengos, Ausejo, Resa, Autol, Quel y Ocón. En 1173 los castellanos inician la recuperación de La Rioja y aliados con Aragón recuperan, entre otros, Ocón. En 1174 Alfonso VIII concede a Ocón el fuero municipal de Ocón. Con esto designan en el alcalde el ejercicio de la administración de justicia y en el Consejo se establece el recurso de alzada ante el rey y el pago de fonsadera.
En 1176 los reyes Alfonso VIII de Castilla y Sancho el Sabio de Navarra deciden resolver sus diferencias territoriales teniendo como árbitro al rey inglés Enrique II. Entre las plazas que pide el rey navarro se encuentra Ocón pero tal reclamación no prosperó. Posteriormente fue concedido a Ramiro Sánchez de Asiain por Enrique de Trastámara, pero este se pasó a luchar a las filas del rey navarro, por esto fue desposeído por el castellano de sus privilegios, por lo que el Señorío de Ocón pasó a manos del repostero mayor de Juan I, Diego López Manrique, Señor de Amusco, Redecilla, Navarrete y Treviño. A partir del 2 de febrero de 1379 Ocón perteneció al Señorío de los Condes Treviño y posteriormente a sus descendientes, los Duques de Nájera.
Tras la Reconquista el Valle se pobló de árabes, judíos y cristianos y se fundaron barrios que ya habían desaparecido comenzando una nueva vida.
Son importantes, sobre todo por la vigencia que tienen todavía hoy, las reliquias halladas a principios del siglo XV por una pastorcilla de San Cosme y San Damián a las que se edificó en el 1570 la capilla que hoy existe en la parroquia de San Miguel. En 1612 se fundó la cofradía de ambos santos y en 1630 San Cosme y San Damián fueron nombrados patronos y abogados de Ocón y su tierra, obligándose los vecinos a asistir el día 13 de mayo de cada año en procesión de penitencia y rogativa. Al principio todo el Valle sentía la misma devoción pero posteriormente ésta quedó reducida solamente a la zona de la Villa.
En 1790 Ocón fue uno de los municipios fundadores de la Real Sociedad Económica de La Rioja, la cual era una de las sociedades de amigos del país creadas en el siglo XVIII conforme a los ideales de la ilustración.
El 27 de enero de 1822 se integra en la provincia de Logroño, posteriormente lo hace nuevamente el 30 de noviembre de 1833, por Javier Burgos.

## Patrimonio
La Villa se encuentra situada al pie de un viejo castillo de tiempos moros que está bastante deteriorado, pero que merece una visita. Se encuentra situada también a las faldas de "sierra la Hez" con su pico más alto Cabimonteros, con una vegetación de transición entre bosque atlántico y mediterráneo (encinas, robles, hayas, pino...).
En lo que se refiere a arte religioso cuenta con la iglesia parroquial de San Miguel con un magnífico retablo, un órgano y las reliquias de San Cosme y San Damian. También cuenta con diversas ermitas como Santa María, San Juan, Santo Domingo y San Bartolomé junto a la Fuente de los Santos.

## Festividades
Celebra sus fiestas patronales el 27 y el 29 de septiembre (Los Santos y San Miguel), y sus fiestas de verano el segundo fin de semana de julio. En estos días sus calles se llenan de música y alegría, y hay degustaciones, hinchables, torneos y verbenas. Además, el penúltimo fin de semana de abril celebra sus quintos y los mozos y mozas que cumplen 19 años toman las calles con la charanga y celebran verbenas por las noches. 
Otra tradición es el Judas que se celebra el Domingo de Resurrección. Los jóvenes realizan un muñeco con paja, que se pasea por el pueblo a la vez que se recolectan propinas para realizar una merienda. 
El día uno de mayo se realiza el Mayo que consiste en que los niños en edad escolar construyen una pirámide de palos, que se recubre de ramas y flores, la pasean por el pueblo cantando una canción y recolectando chorizos y huevos, perras y rosquillas para celebrar una merienda.

## Geografía humana

### Demografía
Cuenta con una población de 331 habitantes (INE 2024).
| Gráfica de evolución demográfica de Ocón entre 1842 y 2021 |
| |
| Población de derecho según los censos de población del INE Población de hecho según los censos de población del INEEn estos censos se denominaba Molinos de Ocón: 1940, 1950 y 1960 Entre el censo de 1970 y el anterior, crece el término del municipio porque incorpora a 26506 (Villa de Ocón) Entre el censo de 1857 y el anterior, disminuye el término del municipio porque independiza a 26053 (Corera) y 26136 (Santa Eulalia Bajera) Entre el censo de 1877 y el anterior, disminuye el término del municipio porque independiza a 26066 (Galilea) |

### Población por núcleos
Desglose de población según el Padrón Continuo por Unidad Poblacional del INE.
| Núcleos             | Habitantes (2000) | Habitantes (2010) | Habitantes (2017) | Notas                      |
| ------------------- | ----------------- | ----------------- | ----------------- | -------------------------- |
| Los Molinos de Ocón | 71                | 52                | 42                | Sede del ayuntamiento      |
| Aldealobos          | 39                | 33                | 33                |                            |
| La Villa de Ocón    | 96                | 97                | 84                |                            |
| Las Ruedas de Ocón  | 25                | 50                | 31                |                            |
| Oteruelo            | 0                 | 0                 | 0                 | Despoblado en el siglo XX  |
| Pipaona             | 53                | 49                | 45                |                            |
| San Julián de Ocón  | 0                 | 0                 | 0                 | Despoblado en el siglo XIX |
| Santa Lucía         | 44                | 60                | 45                |                            |

## Administración
| Periodo   | Nombre                     | Partido         |
| --------- | -------------------------- | --------------- |
| 1979-1983 | Joaquín Cestona Redin      | UCD             |
| 1983-1987 | Joaquín Cestona Redin      | AP              |
| 1987-1991 | Joaquín Cestona Redin      | AP              |
| 1991-1995 | Ernesto Viguera Blanco     | PP              |
| 1995-1999 | Ernesto Viguera Blanco     | PP              |
| 1999-2003 | Ernesto Viguera Blanco     | PP              |
| 2003-2007 | Ernesto Viguera Blanco     | PP              |
| 2007-2011 | Ernesto Viguera Blanco     | PP              |
| 2011-2015 | Ernesto Viguera Blanco     | PP              |
| 2015-2019 | Ernesto Viguera Blanco     | PP              |
| 2019-2023 | Ernesto Viguera Blanco     | PP              |
| 2023-act. | Inmaculada Ortega Martínez | Juntos por Ocón |

## Economía

### Evolución de la deuda viva
El concepto de deuda viva contempla sólo las deudas con cajas y bancos relativas a créditos financieros, valores de renta fija y préstamos o créditos transferidos a terceros, excluyéndose, por tanto, la deuda comercial.
Entre los años 2008 a 2014 este ayuntamiento no ha tenido deuda viva.